# Listă de comune din județul Argeș
Această listă de comune din județul Argeș cuprinde toate cele 95 comune din județul Argeș în ordine alfabetică.

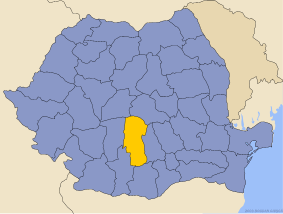
Județul Argeș

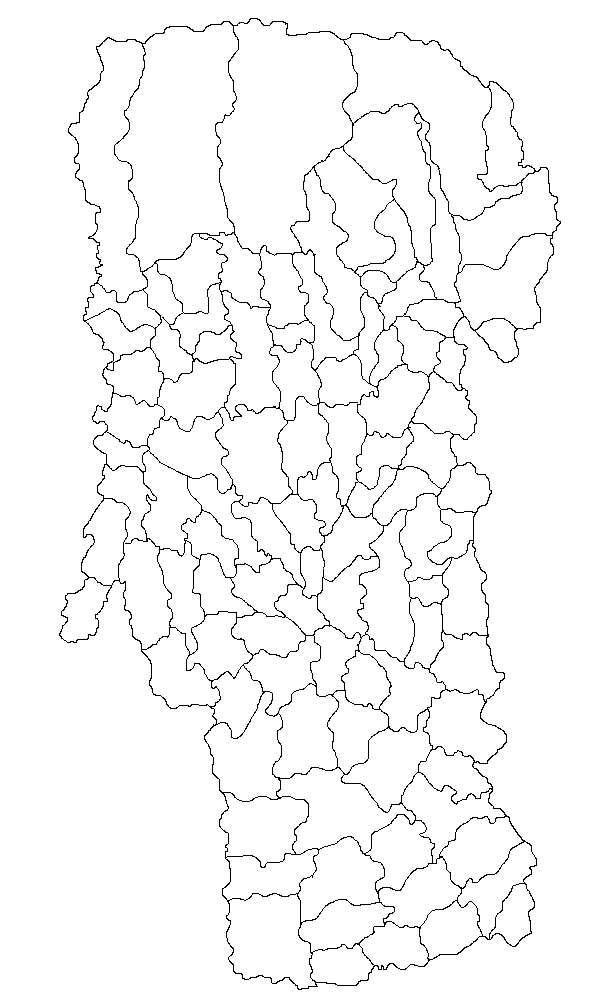
Harta județului cu împărțirea administrativ-teritorială pe comune

1. Albeștii de Argeș
2. Albeștii de Muscel
3. Albota
4. Aninoasa
5. Arefu
6. Bascov
7. Băbana
8. Băiculești
9. Bălilești
10. Bârla
11. Beleți-Negrești
12. Berevoești
13. Bogați
14. Boteni
15. Boțești
16. Bradu
17. Brăduleț
18. Budeasa
19. Bughea de Jos
20. Bughea de Sus
21. Buzoești
22. Căldăraru
23. Călinești
24. Căteasca
25. Cepari
26. Cetățeni
27. Cicănești
28. Ciofrângeni
29. Ciomăgești
30. Cocu
31. Corbeni
32. Corbi
33. Coșești
34. Cotmeana
35. Cuca
36. Davidești
37. Dâmbovicioara
38. Dârmănești
39. Dobrești
40. Domnești
41. Dragoslavele
42. Drăganu
43. Godeni
44. Hârsești
45. Hârtiești
46. Izvoru
47. Leordeni
48. Lerești
49. Lunca Corbului
50. Mălureni
51. Mărăcineni
52. Merișani
53. Micești
54. Mihăești
55. Mioarele
56. Miroși
57. Morărești
58. Moșoaia
59. Mozăceni
60. Mușătești
61. Negrași
62. Nucșoara
63. Oarja
64. Pietroșani
65. Poiana Lacului
66. Poienarii de Argeș
67. Poienarii de Muscel
68. Popești
69. Priboieni
70. Rătești
71. Râca
72. Recea
73. Rociu
74. Rucăr
75. Sălătrucu
76. Săpata
77. Schitu Golești
78. Slobozia
79. Stâlpeni
80. Stoenești
81. Stolnici
82. Suseni
83. Ștefan cel Mare
84. Șuici
85. Teiu
86. Tigveni
87. Țițești
88. Uda
89. Ungheni
90. Valea Danului
91. Valea Iașului
92. Valea Mare Pravăț
93. Vedea
94. Vlădești
95. Vulturești

## Schimbări recente

### 2003
- Râca s-a desprins din Popești.
- Vulturești s-a desprins din Hârtiești.

### 2004
- Bughea de Sus s-a desprins din Albeștii de Muscel.
- Ștefănești a devenit oraș.